# ワン・タワー

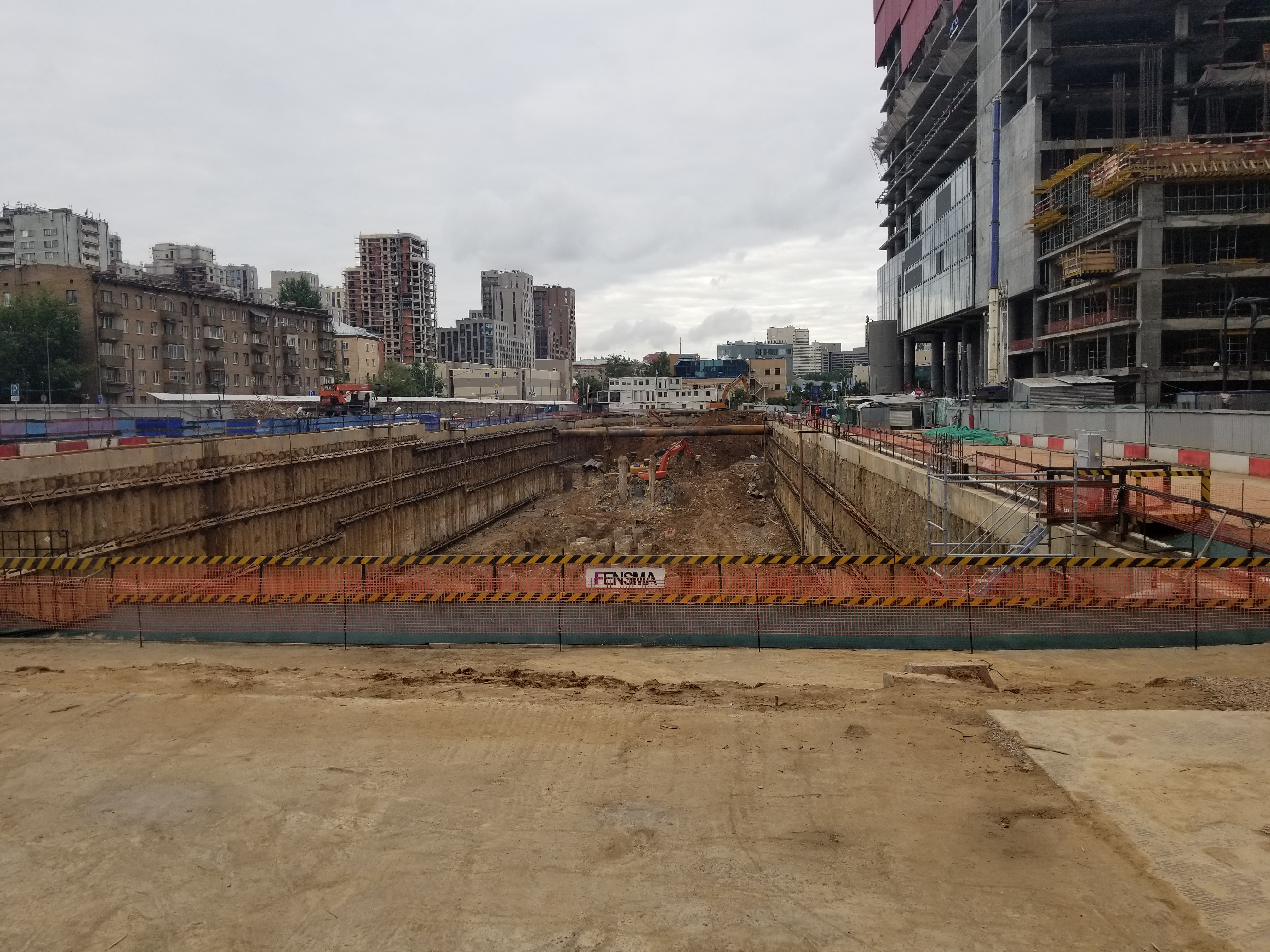
建設現場（2020年7月）

ワン・タワー（One Tower）は、ロシアの首都モスクワのモスクワ・シティにある超高層ビルである。2024年の完成時には高さ442.8mとなり、モスクワで最も高いビルとなり、ロシアおよびヨーロッパではサンクトペテルブルクのラフタ・センターに次いで2番目に高いビルとなる。ワン・タワーは、ヨーロッパで初めて地上100階を超えるビルとなり、ヨーロッパで最も高い展望台が設置される予定である。
2020年2月、最新の都市開発計画によると、ワン・タワーの高さは445.33mとされているが、同時にビルの設計者は、ワン・タワーがヨーロッパで最も高いビルとなる465mまで高さを上げることを提案していると報じられた。ワン・タワーの建設費は490億ルーブルになると報じられた。